# ليتل بيغ بلانت
ليتل بيغ بلانت LittleBigPlanet لعبة فيديو مخصصة لجهاز البلاي ستيشن 3 تعتبر من أكثر الألعاب المخصصة لفئة عمرية كبيرة نجاحا لجهاز البلاي ستيشن 3ً.

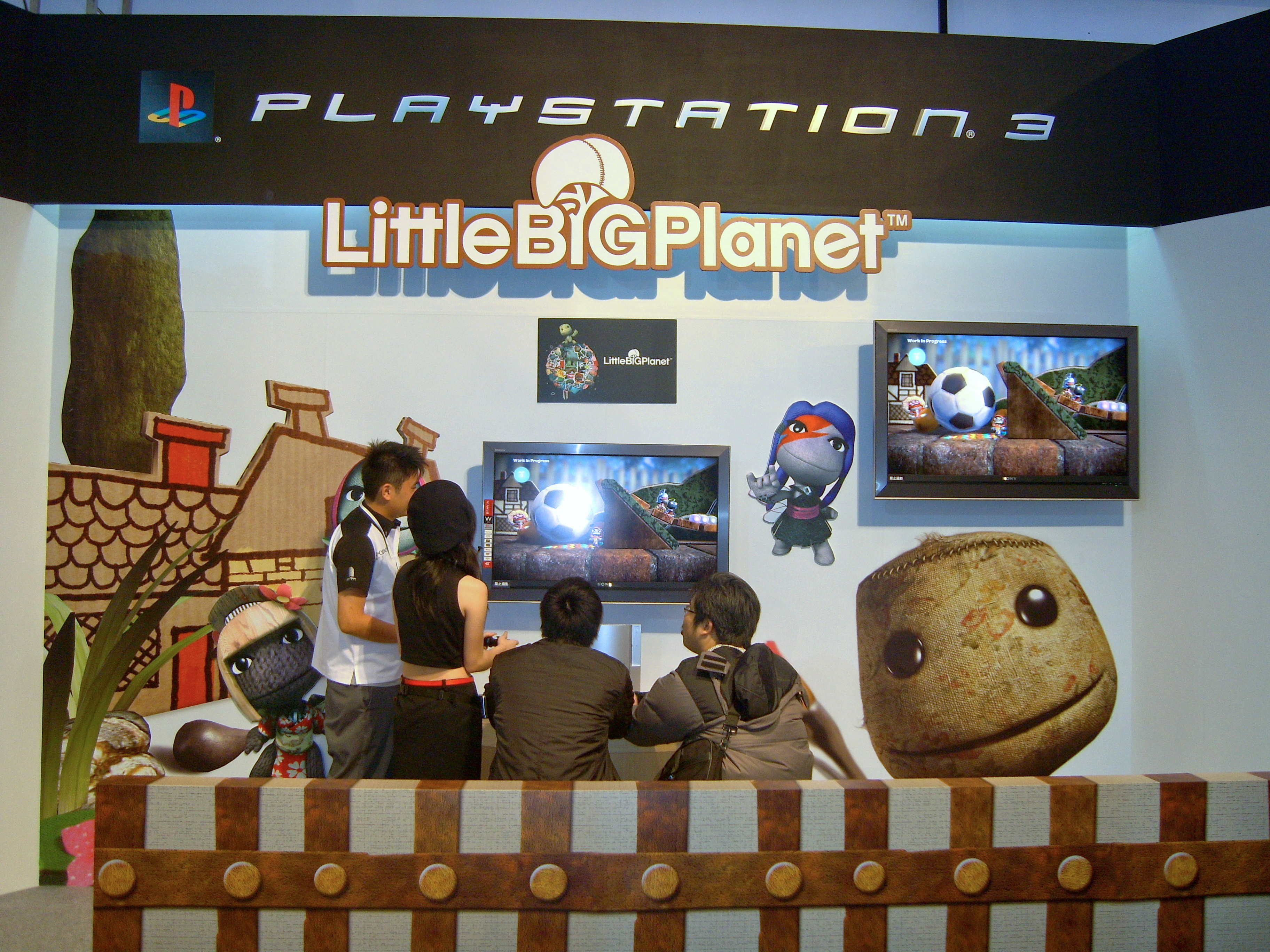
عرض اللعبة في مؤتمر سوني للعام 2006صُدرت في 2006/3/27

## إثارة الجدل
أثارت بعض موسيقى اللعبة نوعاً من الجدل وذلك لاحتوائها على مقاطع من آيات القرآن الكريم مما دفع الشركة المطورة للعبة لسحب جميع النسخ التي تحتوي هذه الموسيقى والاعتذار من المسلمين على إيذاء مشاعرهم.

## في عام 2007-2008
حصلت اللعبة ليتل بيغ بلانت على أفضل لعبة في البلاي ستيشن 3
وقد حصلت على قاعدة جماهيرية كبيرة في بعض الدول مثل الولايات المتحدة
و المملكة المتحدة وأيضا اليابان وبعض دول الشرق الأوسط

## روابط خارجية
- ليتل بيغ بلانت على موقع IMDb (الإنجليزية)